# Klein Wesenberg
Klein Wesenberg est une commune allemande du Schleswig-Holstein, située dans l'arrondissement de Stormarn (Kreis Stormarn), à cinq kilomètres au sud-est de Reinfeld (Holstein), près de la ville de Lübeck. Klein Wesenberg fait partie de l'Amt Nordstormarn qui regroupe douze communes autour de Reinfeld.